# Rotonda de las Personas Ilustres (México)
La Rotonda de las Personas Ilustres es un espacio creado en 1872, a iniciativa del entonces Presidente de la República Sebastián Lerdo de Tejada, dentro del Panteón Civil de Dolores, en la alcaldía Miguel Hidalgo de la Ciudad de México. En ella se localizan los restos mortuorios de aquellas personas que hayan realizado importantes contribuciones a lo largo de la historia para el engrandecimiento de México. En particular, los héroes nacionales y aquellos que han destacado en sus acciones al servicio de la nación en cualquier ámbito, ya sea militar, científico, cívico o cultural. Anteriormente se llamaba Rotonda de los Hombres Ilustres; el nombre se modificó por decreto del 4 de marzo del 2003, durante el gobierno de Vicente Fox Quesada.
La primera persona sepultada en la Rotonda fue el teniente coronel Pedro Letechipía, el 21 de marzo de 1876, en una ceremonia presidida por el entonces presidente, Sebastián Lerdo de Tejada.

## Administración y legislación

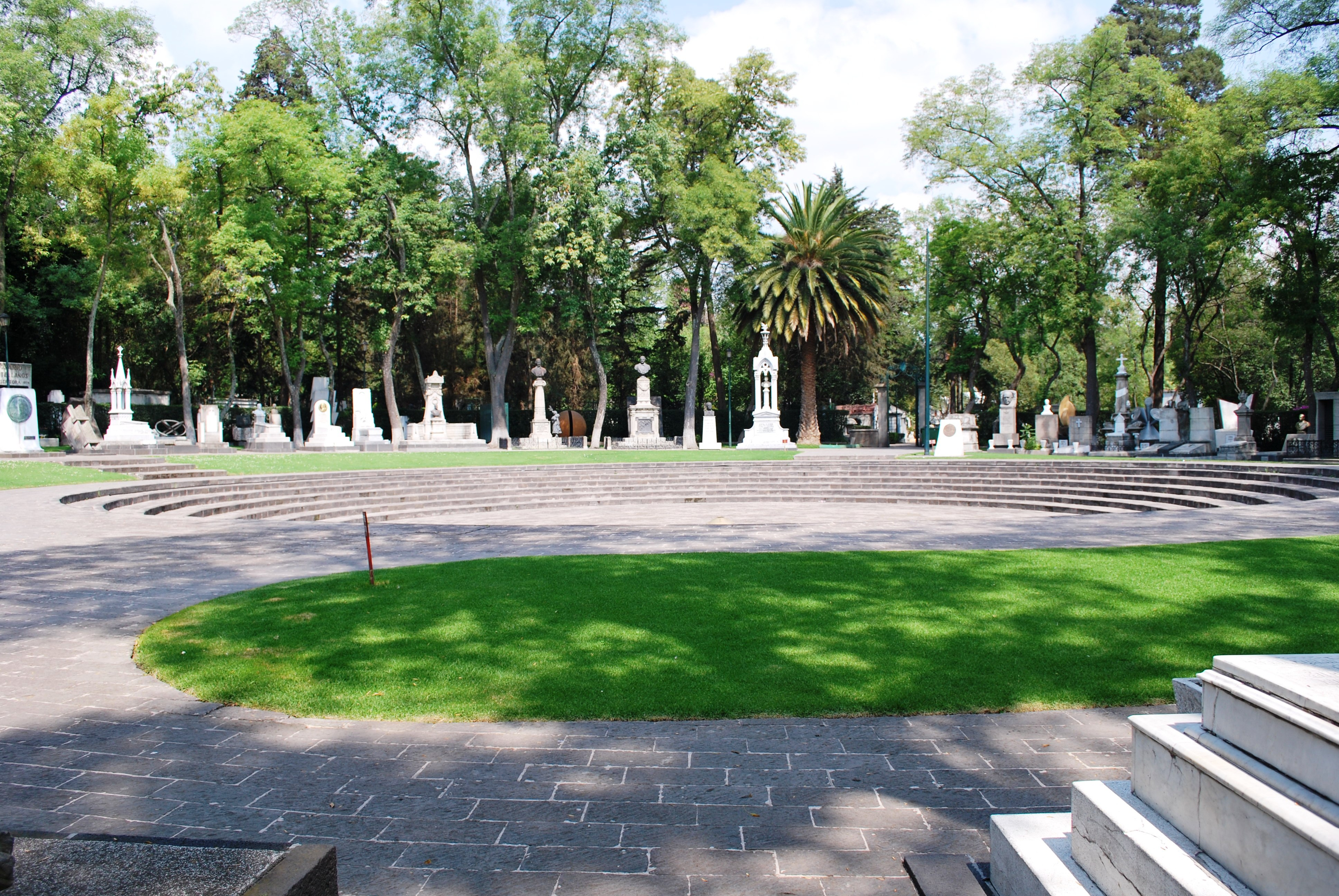
Vista panorámica de la Rotonda

Por decreto presidencial del 4 de marzo de 2003, la Administración Pública Federal debe continuar asumiendo los gastos de inhumación y homenaje en la Rotonda, con cargo al presupuesto de la Secretaría de Gobernación, misma que preside el Consejo Consultivo de la Rotonda, el cual está integrado por el propio secretario de Gobernación y por los secretarios de la Defensa Nacional, de Marina, de Educación Pública y por el de Cultura, todos los cuales podrán designar un suplente.

## Personajes que se encuentran en la rotonda
| Nombre                                      | Fecha     | Actividad                                    | Origen           |  | Nombre                    | Fecha     | Actividad                        | Origen           |
| ------------------------------------------- | --------- | -------------------------------------------- | ---------------- |  | ------------------------- | --------- | -------------------------------- | ---------------- |
| David Alfaro Siqueiros                      | 1896-1974 | Pintor muralista                             | Chihuahua        |  | José María Luis Mora      | 1794-1850 | Político e historiador           | Guanajuato       |
| Ignacio Manuel Altamirano                   | 1834-1893 | Político y escritor                          | Guerrero         |  | Gerardo Murillo "Dr. Atl" | 1875-1964 | Pintor, escritor y geólogo       | Jalisco          |
| Juan Álvarez Hurtado                        | 1790-1867 | Presidente                                   | Guerrero         |  | Miguel Negrete            | 1824-1897 | Militar y ministro               | Puebla           |
| Eligio Ancona                               | 1835-1893 | Gobernador y escritor                        | Yucatán          |  | Amado Nervo               | 1870-1919 | Poeta y diplomático              | Nayarit          |
| Agustín Aragón                              | 1870-1954 | Diputado y educador                          | Morelos          |  | Jaime Nunó                | 1824-1908 | Músico y compositor              | España           |
| Mariano Arista                              | 1802-1855 | Presidente y militar                         | San Luis Potosí  |  | Melchor Ocampo            | 1814-1861 | Político y abogado               | Michoacán        |
| Ponciano Arriaga                            | 1811-1863 | Gobernador y abogado                         | San Luis Potosí  |  | Isaac Ochoterena          | 1885-1950 | Biólogo y educador               | Puebla           |
| Manuel Azpíroz                              | 1836-1905 | Militar y diplomático                        | Puebla           |  | Pedro Ogazón Rubio        | 1824-1890 | Gobernador y político            | Jalisco          |
| Mariano Azuela                              | 1873-1952 | Escritor y médico                            | Jalisco          |  | Juan O'Gorman             | 1905-1982 | Muralista y arquitecto           | Ciudad de México |
| Joaquín Baranda                             | 1840-1909 | Jurista y diputado                           | Yucatán          |  | José Clemente Orozco      | 1883-1949 | Pintor muralista                 | Jalisco          |
| Gabino Barreda                              | 1818-1881 | Educador                                     | Puebla           |  | Manuel José Othón         | 1858-1906 | Poeta y diputado                 | San Luis Potosí  |
| Felipe Berriozábal                          | 1829-1900 | Militar y gobernador                         | Zacatecas        |  | Carlos Pacheco Villalobos | 1839-1891 | Militar y político               | Chihuahua        |
| Calixto Bravo                               | 1790-1878 | Militar                                      | Guerrero         |  |                           |           |                                  |                  |
| Emilio Carranza                             | 1905-1928 | Piloto aviador                               | Coahuila         |  | Manuel de la Peña y Peña  | 1789-1850 | Presidente y jurista             | Ciudad de México |
| Amalia González Caballero de Castillo Ledón | 1898-1986 | Escritora y Diplomática                      | Tamaulipas       |  | Carlos Pellicer           | 1899-1977 | Poeta y museólogo                | Tabasco          |
| Julián Carrillo                             | 1875-1965 | Músico y compositor                          | San Luis Potosí  |  | Manuel de la Peña y Peña  | 1789-1850 | Presidente y jurista             | Ciudad de México |
| Julián Carrillo                             | 1875-1965 | Músico y compositor                          | San Luis Potosí  |  | Ángela Peralta            | 1845-1883 | Cantante de ópera                | Ciudad de México |
| Nabor Carrillo                              | 1911-1967 | Científico y rector                          | Ciudad de México |  | Basilio Pérez Gallardo    | 1817-1889 | Político y escritor              | Zacatecas        |
| Alfonso Caso                                | 1896-1970 | Arqueólogo y antropólogo                     | Ciudad de México |  | José María Pino Suárez    | 1869-1913 | Vicepresidente y escritor        | Tabasco          |
| Antonio Caso                                | 1883-1946 | Filósofo y rector                            | Ciudad de México |  | Manuel M. Ponce           | 1886-1948 | Músico y compositor              | Zacatecas        |
| Rosario Castellanos                         | 1925-1974 | Escritora y diplomática                      | Comitán, Chiapas |  | Guillermo Prieto          | 1818-1897 | Político y escritor              | Ciudad de México |
| Heberto Castillo                            | 1928-1997 | Ingeniero civil y político                   | Veracruz         |  | Bernardo Quintana Arrioja | 1919-1984 | Ingeniero civil                  | Ciudad de México |
| José Cevallos Cepeda                        | 1831-1893 | Militar y gobernador                         | Durango          |  | Ignacio Ramírez           | 1818-1879 | Político y escritor              | Guanajuato       |
| Francisco Javier Clavijero                  | 1731-1787 | Historiador jesuita                          | Veracruz         |  | Rafael Ramírez Castañeda  | 1885-1959 | Educador                         | Veracruz         |
| Diódoro Corella                             | 1838-1876 | Militar                                      | Sonora           |  | Carlos Ramírez Ulloa      | 1903-1980 | Ingeniero civil                  | Jalisco          |
| Carlos Chávez                               | 1899-1978 | Músico y compositor                          | Ciudad de México |  | Miguel Ramos Arizpe       | 1775-1843 | Político y sacerdote             | Coahuila         |
| Ignacio Chávez                              | 1897-1979 | Médico y rector                              | Michoacán        |  | Silvestre Revueltas       | 1899-1940 | Músico y compositor              | Durango          |
| Santos Degollado                            | 1811-1861 | Militar y político                           | Guanajuato       |  | Jesús Reyes Heroles       | 1921-1985 | Historiador y político           | Veracruz         |
| Francisco Díaz Covarrubias                  | 1833-1889 | Ingeniero y diplomático                      | Veracruz         |  | Alfonso Reyes Ochoa       | 1889-1959 | Escritor y diplomático           | Nuevo León       |
| Salvador Díaz Mirón                         | 1853-1928 | Poeta y político                             | Veracruz         |  | Dolores del Río           | 1906-1983 | Actriz                           | Durango          |
| Mariano Escobedo                            | 1826-1902 | Militar y político                           | Nuevo León       |  | Vicente Riva Palacio      | 1832-1896 | Historiador, político y escritor | Ciudad de México |
| Genaro Estrada                              | 1887-1937 | Historiador y político                       | Sinaloa          |  | Diego Rivera              | 1886-1957 | Pintor muralista                 | Guanajuato       |
| Virginia Fábregas                           | 1872-1950 | Actriz                                       | Morelos          |  | Sóstenes Rocha            | 1831-1897 | Militar                          | Guanajuato       |
| Ricardo Flores Magón                        | 1874-1922 | Periodista e ideólogo                        | Oaxaca           |  | Antonio Rosales           | 1822-1865 | Militar y gobernador             | Zacatecas        |
| Juan José de la Garza                       | 1826-1893 | Gobernador y militar                         | Tamaulipas       |  | Juventino Rosas           | 1868-1894 | Músico y compositor              | Guanajuato       |
| Emma Godoy Lobato                           | 1918-1989 | Escritora                                    | Guanajuato       |  | Arturo Rosenblueth        | 1900-1970 | Médico e investigador            | Chihuahua        |
| Valentín Gómez Farías                       | 1781-1858 | Presidente y médico                          | Jalisco          |  | Carlos Rovirosa           | 1904-1930 | Piloto aviador                   | Tabasco          |
| Manuel Gómez Morín                          | 1897-1972 | Ideólogo                                     | Chihuahua        |  | Miguel Ruelas             | 1838-1880 | Abogado y diplomático            | Zacatecas        |
| Manuel González Flores                      | 1833-1893 | Presidente y militar                         | Tamaulipas       |  | Moisés Sáenz              | 1888-1941 | Indigenista y educador           | Nuevo León       |
| Francisco González Bocanegra                | 1824-1861 | Poeta y escritor                             | San Luis Potosí  |  | Pedro Sainz de Baranda    | 1787-1845 | Militar y gobernador             | Campeche         |
| Ignacio González Guzmán                     | 1898-1972 | Biólogo e investigador                       | Michoacán        |  | Rosendo Salazar           | 1888-1971 | Ideólogo                         | Puebla           |
| Enrique González Martínez                   | 1871-1952 | Escritor y diplomático                       | Jalisco          |  | Manuel Sandoval Vallarta  | 1899-1977 | Físico e investigador            | Ciudad de México |
| Jesús González Ortega                       | 1822-1881 | Militar y gobernador                         | Zacatecas        |  | Francisco Sarabia         | 1900-1939 | Piloto aviador                   | Durango          |
| Donato Guerra                               | 1832-1876 | Militar                                      | Jalisco          |  | Pablo Sidar Escobar       | 1895-1930 | Piloto aviador                   | España           |
| Guillermo Haro Barraza                      | 1913-1988 | Astrónomo                                    | Ciudad de México |  | Justo Sierra Méndez       | 1848-1912 | Maestro                          | Campeche         |
| José María Iglesias                         | 1823-1891 | Presidente y jurista                         | Ciudad de México |  | Jesús Silva Herzog        | 1893-1985 | Economista y catedrático         | San Luis Potosí  |
| Agustín Lara                                | 1897-1970 | Músico y compositor                          | Veracruz         |  | José Juan Tablada         | 1871-1945 | Diplomático y escritor           | Ciudad de México |
| María Lavalle Urbina                        | 1908-1996 | Magistrado y senadora                        | Campeche         |  | Jaime Torres Bodet        | 1902-1974 | Poeta y diplomático              | Ciudad de México |
| Sebastián Lerdo de Tejada                   | 1823-1889 | Presidente y político                        | Veracruz         |  | Gregorio Torres Quintero  | 1866-1934 | Educador y cuentista             | Colima           |
| Pedro Letechipía                            | 1832-1876 | Militar                                      | Zacatecas        |  | Luis G. Urbina            | 1864-1934 | Poeta y periodista               | Ciudad de México |
| Vicente Lombardo Toledano                   | 1894-1968 | Político e ideólogo                          | Puebla           |  | Francisco L. Urquizo      | 1891-1969 | Militar e historiador            | Coahuila         |
| Ramón López Velarde                         | 1888-1921 | Poeta                                        | Zacatecas        |  | Jesús Urueta              | 1867-1920 | Político y periodista            | Chihuahua        |
| Francisco Martínez de la Vega               | 1909-1985 | Periodista y gobernador                      | San Luis Potosí  |  | Basilio Vadillo           | 1885-1935 | Educador y diplomático           | Jalisco          |
| José María Mata                             | 1819-1895 | Militar y diplomático                        | Veracruz         |  | Ignacio L. Vallarta       | 1830-1893 | Jurista y político               | Jalisco          |
| Juan Antonio Mateos                         | 1831-1913 | Escritor y político                          | Ciudad de México |  | Leandro Valle Martínez    | 1833-1861 | Militar                          | Ciudad de México |
| Ignacio Mejía                               | 1814-1906 | Militar y político                           | Oaxaca           |  | Felipe Villanueva         | 1862-1893 | Músico y compositor              | Estado de México |
| Juan Nepomuceno Méndez                      | 1820-1894 | Presidente y militar                         | Puebla           |  | Agustín Yáñez             | 1904-1980 | Escritor y político              | Jalisco          |
| José Pablo Moncayo                          | 1912-1958 | Músico y compositor                          | Jalisco          |  | María Izquierdo           | 1902-1955 | Pintora                          | Jalisco          |
| Francisco Montes de Oca                     | 1837-1885 | Médico                                       | Ciudad de México |  | Cesáreo Castro            | 1856-1944 | Militar y político               | Coahuila         |
| Edmundo O'Gorman                            | 1938-1995 | Historiador                                  | Ciudad de México |  | Amalia González Caballero | 1898-1986 | Ensayista y dramaturga           | Tamaulipas       |
| Valentín Campa                              | 1904-1999 | Ferrocarrilero, activista social y político. | Nuevo León       |  | Arnoldo Martínez Verdugo  | 1925-2013 | Político                         | Sinaloa          |

## Personajes con un cenotafio
- Juan Antonio Mateos[3]
- Jesús Reyes Heroles[3]
- Sor Juana Ines de la Cruz[13]

## Personajes que ya no se encuentran en la Rotonda de las Personas Ilustres
- Manuel Acuña (1849–1873). Sus restos se encuentran en la Rotonda de los Coahuilenses Ilustres.[14][15]
- Ignacio Mejía (1814–1906). Sus restos se extraviaron al remodelarse el panteón.[14][16]
- Leona Vicario (1789–1842). Sus restos se encuentran en el Monumento a la Independencia de la Ciudad de México.[17][18][14]
- Andrés Quintana Roo (1787–1850). Sus restos se encuentran en el Monumento a la Independencia de la Ciudad de México.[18][14]
- Guadalupe Victoria (1786–1843). Sus restos se encuentran en el Monumento a la Independencia de la Ciudad de México.
- Manuel María Contreras (1833-1902). Sus restos se encuentran en el Panteón del Tepeyac de la Ciudad de México.[14]